# Эффект Эйнштейна — де Хааза
Эффект Эйнштейна — де Хааза (эффект Эйнштейна — де Гааза, эффект Эйнштейна — де Хааза — Ричардсона) — один из магнитомеханических эффектов, состоит в том, что тело (ферромагнетик) при намагничивании вдоль некоторой оси приобретает относительно неё вращательный импульс, пропорциональный приобретённой намагниченности.  Это явление было предсказано в 1908 году О. Ричардсоном, открыто и теоретически объяснено в 1915 году Эйнштейном и нидерландским физиком В. де Хаазом. Эффект обратен эффекту Барнетта. Как и эффект Барнетта, он демонстрирует наличие связи между собственным механическим и магнитным моментами микрочастиц (в частности, атомов).